# FC Naftan Novopolotsk
El FC Naftan Novopolotsk es un club de fútbol bielorruso de la ciudad de Navapolatsk. Fue fundado en 1963 y juega en la Liga Premier de Bielorrusia.

## Historia

### Cambios de Nombres
- Neftyanik Novopolotsk en 1963.
- Dvina Novopolotsk en 1981.
- Kommunalnik Novopolotsk en 1989.
- Naftan Novopolotsk en 1992.
- Naftan-Devon Novopolotsk en 1995.
- Naftan Novopolotsk en 2001.

## Palmarés
- Copa de Bielorrusia (2):2009, 2012

## Participación en competiciones de la UEFA
| Temporada | Torneo             | Ronda            | País    | Club              | Casa | Visita  |
| --------- | ------------------ | ---------------- | ------- | ----------------- | ---- | ------- |
| 2009–10   | UEFA Europa League | Clasificatoria 2 | Bélgica | Gent              | 2–1  | 0–1 (a) |
| 2012–13   | UEFA Europa League | Clasificatoria 2 | Serbia  | Red Star Belgrade | 3–4  | 3–3     |